# رباعي إيثيل أورثو السيليكات
رباعي إيثيل أورثو السيليكات (اختصاراً TEOS) هو مركب سيليكون عضوي صيغته C8H20O4Si، ويوجد على شكل سائل عديم اللون. يعد هذا المركب الإستر الإيثيلي لحمض أورثو السيليسيك.

## التحضير
يحضر المركب من حلحلة (تحلل بالمذيب) لمركب رباعي كلوريد السيليكون في الإيثانول:
{\displaystyle \mathrm {SiCl_{4}+4\ C_{2}H_{5}OH\longrightarrow Si(OC_{2}H_{5})_{4}+4\ HCl} }

## الخواص
يوجد المركب في الشروط القياسية على شكل سائل عديم اللون، وهو يتفكك عند التماس مع الماء.
{\displaystyle {\ce {Si(OC2H5)4 + 2 H2O -> SiO2 + 4 C2H5OH}}}
كما أنه يتفكك بالتسخين ليعطي ثنائي أكسيد السيليكون أيضاً:
{\displaystyle {\ce {Si(OC2H5)4 -> SiO2 + 2 (C2H5)2O}}}

## الاستخدامات
يستخدم هذا المركب في تشبيك البوليميرات السيليكونية؛ كما يستخدم للحصول على ثنائي أكسيد الكربون مرتفع النقاوة في صناعة أشباه الموصلات. كما يستخدم في اصطناع بعض أنواع الزيوليتات.